# یوکیو هاتویاما
یوکیو هاتویاما (متولد ۱۹۴۷) یک سیاستمدار ژاپنی است که در ۱۶ سپتامبر ۲۰۰۹ نخست‌وزیر ژاپن شد. او در دوم ژوئن ۲۰۱۰ اعلام کرد استعفا خواهد کرد. دلیل این تصمیم را عمل نکردن به وعده‌اش برای برچیدن پایگاه هوایی آمریکا در جزیره اوکیناوا اعلام کرد.
او که نخستین بار در ۱۹۸۶ به عضویت مجلس نمایندگان در آمد، در مه ۲۰۰۹ به ریاست حزب دموکراتیک ژاپن، حزب عمده مخالف رسید. او در اوت ۲۰۰۹ با پیروزی بر حزب دموکراتیک لیبرال که مدتی طولانی در قدرت بود، حزب را به پیروزی در انتخابات هدایت کرد. او نماینده منطقه نهم هوکایدو در مجلس نمایندگان است.

## خانواده
هاتویاما از یک خانواده سیاسی سرشناس ژاپنی که به خانواده کندی مانند شده برخاسته‌است.
هاتویاما، متولد بونکیو، توکیو، یک سیاستمدار نسل چهارمی است. پدر پدربزرگ پدری او، کازوئو هاتویاما، رئیس پارلمان ژاپن از ۱۸۹۶ تا ۱۸۹۷ طی دوره میجی بود. او بعدها به عنوان رئیس دانشگاه واسدا خدمت کرد. مادر جد پدری او، هاروکو هاتویاما، بنیانگذار جایی است که امروزه به دانشگاه زنان کیوریتسو مشهور است. پدربزرگ پدری او ایچرو هاتویاما، سیاستمدار مهمی بود؛ او نخست‌وزیر ژاپن شد و مؤسس و اولین رئیس حزب لیبرال دموکراتیک ژاپن شد. طی نخست وزیری او روابط ژاپن با اتحاد جماهیر شوروی بهبود یافت که این راه را برای عضویت ژاپن در سازمان ملل متحد باز کرد.

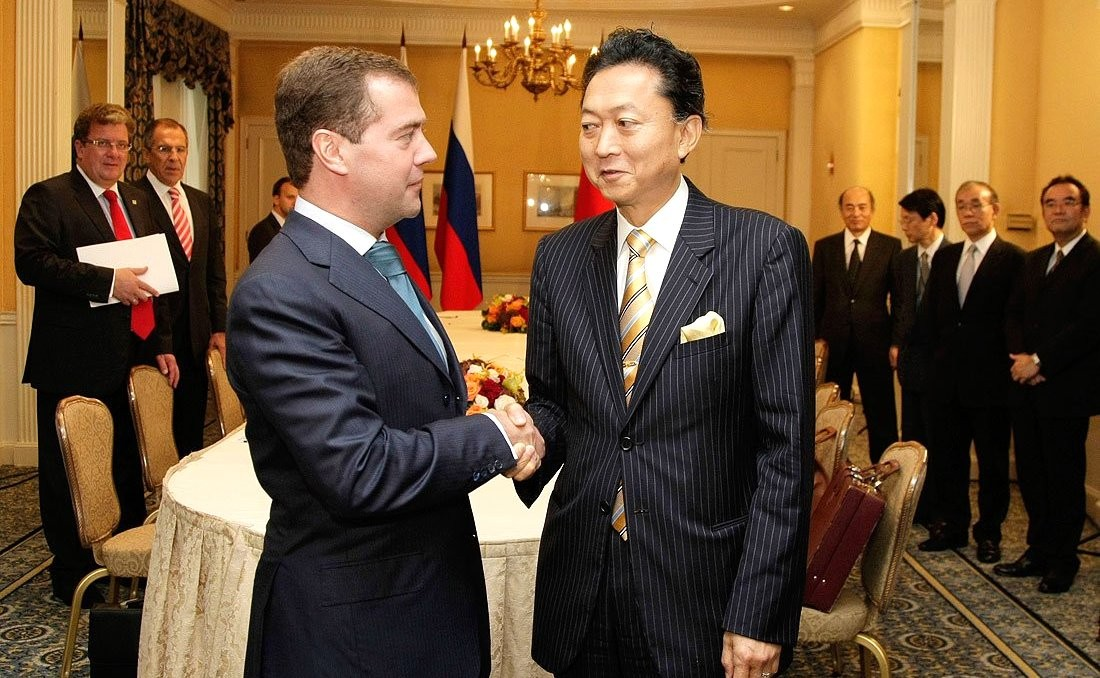
هاتویاما با دمیتری مدودف, رئیس‌جمهور روسیه

هاتویاما فرزند ایشیرو هاتویاما ست که برای یک دوره وزیر امور خارجه ژاپن است. مادرش یاسوکو هاتویاما، دختر شوجیرو ایشیباشی، بنیانگذار شرکت بریجستون و وارث میراث بزرگ او است. یاسوکو هاتویاما در جهان سیاسی ژاپن به دلیل کمک‌های مالی اش به اهداف سیاسی هر دو پسرش به مادربزرگ شهره است. به‌طور خاص، یاسوکو وقتی یوکیو و کونیو با همکاری هم در سال ۱۹۹۶ حزب دموکراتیک ژاپن را تأسیس کردند برای کمک به استقرار حزب سیاسی نوپای پسرانش میلیاردها دلار کمک کرد.
برادر جوانتر او کونیو هاتویاما، طی نخست وزیری تارو آسو تا ۱۲ ژوئن ۲۰۰۹ به عنوان وزیر امور داخلی و مخابرات خدمت کرد. همسر کونیو یک شخصیت تلویزیونی در ژاپن بود.

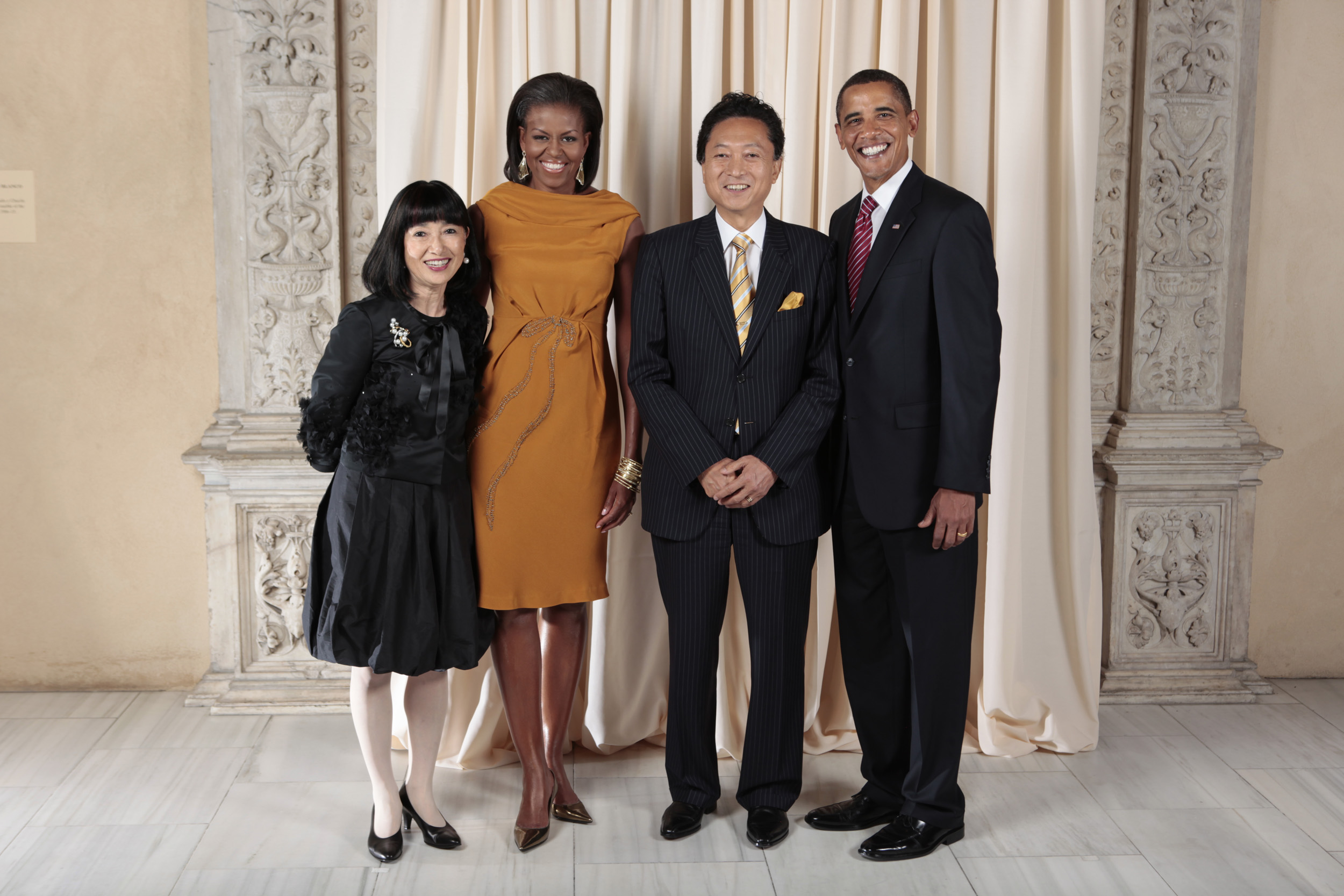
هاتویاما با باراک اوباما, رئیس‌جمهور آمریکا

هاتویاما در سال ۱۹۶۹ با مدرک لیسانس مهندسی از دانشگاه توکیو فارغ التحصیل شد و در ۱۹۷۶ با مدرک دکترای مهندسی صنایع از دانشگاه استنفورد فارغ التحصیل شد.
او همسرش میوکی هاتویاما را در حین تحصیل در استنفورد شناخت (میوکی در یک رستوران ژاپنی کار می‌کرد). این زوج در ۱۹۷۶ وقتی میوکی از همسر سابقش جدا شد با هم ازدواج کردند. پسر این دو کیچیرو، یک محقق مدعو مهندسی در دانشگاه دولتی مسکو است.